# Жах (фільм, 1928)
Жах (англ. The Terror) — фільм жахів режисера Рой Дел Рута, знятий в 1928 році, другий звуковий фільм жахів і другий фільм повністю знятий на студії Ворнер Бразерс (англ. Warner Brothers). Вважається загубленим фільмом, можна послухати запис звукового фільму.
Хоча авторське право фільму була відновлена в 1956 році, але цей фільм не показували по телебаченню. 16-міліметрові фільмокопії для ранніх фільмів Warner Bros., в тому числі на звуковій доріжці, були зроблені для поширення місцевого телевізійного колекціонера в 1950-х роках, і деякі відомі звукові фільми, однак, зберігаються (зокрема, Дон Жуан, Співак джазу, Старий Сан-Франциско і Вогні Нью-Йорка) на цих фільмокопіях. Незрозуміло, чому цей фільм не був перевиданий. Тому що це було одним з найбільших успіхів студії і тоді менш ніж тридцять років, видається малоймовірним, тоді цей фільм був переданий до іншого архіву. Цілком можливо, що досить повний набір графічних і звукових елементів, не можуть бути розташовані в той час.

## У ролях
- Мей МакЕвой
- Луїза Фазенда
- Едвард Еверетт Хортон